# Spaniocerca zelandica
Spaniocerca zelandica är en bäcksländeart som beskrevs av Tillyard 1923. Spaniocerca zelandica ingår i släktet Spaniocerca och familjen Notonemouridae. Inga underarter finns listade i Catalogue of Life.